# Youri Susloparov
Youri Vladimirovitch Susloparov (en ukrainien : Юрій Володимирович Суслопаров et en russe : Юрий Владимирович Суслопаров), né le 14 août 1958 à Kharkiv à l'époque en URSS et aujourd'hui en Ukraine, et mort le 28 mai 2012 à Pavlovskaya Sloboda en Russie, est un joueur de football international soviétique (ukrainien) qui évoluait au poste de défenseur et milieu de terrain, avant de devenir ensuite entraîneur.

## Biographie

### Carrière de joueur

#### Carrière en club
Susloparov évolue principalement en faveur du Karpaty Lviv, du Torpedo Moscou, et du Spartak Moscou.
Il dispute un total de 299 matchs au sein des championnats soviétiques, inscrivant 24 buts. Il joue ensuite en Ukraine après la dislocation de l'URSS.
Susloparov participe également aux compétitions européennes. Il joue à cet effet deux matchs en Coupe d'Europe des clubs champions, onze matchs en Coupe de l'UEFA, et deux en Coupe des coupes.
Il remporte deux titres de champion d'URSS avec le Spartak.

#### Carrière en équipe nationale
Il remporte avec les espoirs le championnat d'Europe espoirs 1980 organisé dans son pays natal. Lors de la compétition, il joue six matchs, inscrivant deux buts. Il marque notamment un but en finale contre la RDA.
Susloparov joue sept matchs en équipe d'Union soviétique, sans inscrire de but, entre 1981 et 1982.
Il reçoit sa première sélection en équipe nationale le 7 octobre 1981, contre la Turquie, lors d'un match rentrant dans le cadre des éliminatoires du mondial 1982 (victoire 0-3 à Izmir).
Il est ensuite retenu par le sélectionneur Konstantin Beskov afin de participer à la Coupe du monde de 1982 organisée en Espagne. Lors du mondial, il joue un match contre le Brésil (défaite 2-1 à Séville).

### Carrière d'entraîneur
Il dirige les joueurs du club bangladais de l'Abahani Krira Chakra au début des années 2000.

## Palmarès
| Union soviétique espoirs - Championnat d'Europe espoirs (1) : - Vainqueur : 1980. |  | Spartak Moscou - Championnat d'URSS (2) : - Champion : 1987 et 1989. - Coupe de la fédération soviétique (1) : - Vainqueur : 1987. |